# La maison de : Maxim Lapierre
La maison de : Maxim Lapierre est une émission de télévision québécoise de décoration en 14 épisodes de 30 minutes diffusée à partir du 15 avril 2009 sur TQS. Elle est animée par Marie-Christine Lavoie, la conjointe du joueur de hockey Mathieu Dandenault, accompagnée de Hannah Koivu, épouse du capitaine des Canadiens de Montréal, Saku Koivu.

## Concept
Maxim Lapierre, jeune attaquant des Canadiens de Montréal, s'est acheté une nouvelle maison sur la Rive-Sud de Montréal, mais ce dernier, étant célibataire, la trouve trop familiale pour lui. Il décide donc de faire appel à la conjointe de son coéquipier Mathieu Dandenault, Marie-Christine Lavoie, qui est designer d'intérieur afin de rajeunir sa maison pour en faire un lieu plus décontracté. Marie-Christine a également redécoré les maisons de Jacques Villeneuve et de Steve Bégin précédemment, mais celle-ci en est à sa première apparition à la télévision.

## Distribution
- Animatrice principale : Marie-Christine Lavoie, conjointe de Mathieu Dandenault
- Assistante : Hannah Koivu, épouse de Saku Koivu
- Apparitions :
  - Jacques Villeneuve[3],[4]
  - Steve Bégin, ancien joueur des Canadiens de Montréal
  - Saku Koivu, ancien capitaine des Canadiens de Montréal évoluant maintenant avec les Ducks d'Anaheim
  - Amélie Cadrin, conjointe de Steve Bégin
  - Maïka Desnoyers, ex-conjointe de Guillaume Latendresse